# Norwegian Air Norway

Norwegian Air Norway é uma aviação baixo custo da Noruega criado pela Norwegian Air Shuttle. Criado em 17 de junho de 2013, opera serviços regulares do Aeroporto de Oslo Gardermoen. Todas as aeronaves são registradas na Noruega.

## Ligações Externas
- Pagina oficial da Norwegian Air Norway